# Фісхук
Фісхук, Фіш-Гук (англ. Fish Hoek, африк. Vishoek) — місто на південному заході Південно-Африканської Республіки, на території Західно-Капської провінції. Входить до складу міського округу Кейптаун. Кліматичний курорт на березі Атлантичного океану.
Як прибережне передмістя Кейптауна, Фіш-Гук популярний як резиденція для пенсіонерів і відпочиваючих. Традиційні індустрії риболовлі співіснують із заняттями дозвілля серфінгом, хоча зазвичай віддають перевагу вітрильному спорту і сонячним ваннам. Існує активна спільнота рятувальників, які використовують пляж і бухту для навчання.